# فیرمانت (داکوتای شمالی)
فیرمانت(به انگلیسی: Fairmount) شهری در ایالت داکوتای شمالی کشور ایالات متحده آمریکا است که جمعیت آن در سرشماری سال ۲۰۱۰ میلادی، ۳۶۷ نفر بوده‌است.